# 곽연성
곽연성(郭連城, ? ~ 1464년)은 조선 전기의 무신이다. 본관은 청주(淸州). 자는 보지(保之)이다. 정난공신(靖難功臣) 2등에 책록되고 청평군(淸平君)에 봉군되었다. 시호는 안양(安襄)이다.

## 생애
내금위(內禁衛)에 있다가 내금위에 소속해 있다가 무과에 급제하고, 1452년(문종 2) 수양대군이 명나라에 사은사로 갈 때 군관으로 수행하였다.
1453년(단종 1) 수양대군을 도와 계유정난에 참여하여 황보인(皇甫仁)·김종서(金宗瑞) 등을 제거한 공으로 정난공신(靖難功臣) 2등에 책록되고 청성군(淸城君)에 봉해졌다.
1457년(세조 3년) 무과(武科) 중시(重試)에 급제하여 첨지중추원사(僉知中樞院事)에 임명되었다. 이어 가선대부(嘉善大夫) 함길도병마도절제사(咸吉道兵馬都節制使)에 승진하고 청평군(淸平君)에 봉(封)해졌다.
인순부(仁順府) 부윤을 거쳐 1458년 한성부윤이 되고 동지중추원사를 거쳐 1460년에 이조참판 등을 역임하고, 경상도도절제사(慶尙道都節制使) 등을 지냈다. 시호는 안양(安襄)이다.

## 같이 보기
- 한명회
- 신숙주
- 계유정난
- 양정
- 세조 찬위
- 봉석주